# Marzena Szmid
Marzena Szmid, po mężu Erhardt-Gronowska (ur. 20 sierpnia 1903 w Płocicznie, zm. 12 lutego 1993 Warszawie) – polska lekkoatletka. W prasie określana często "Szmidówną I".

## Kariera sportowa
Jako lekkoatletka reprezentowała Polonię Warszawa. Była czterokrotną mistrzynią Polski (1923 - w biegu na 65 metrów przez płotki, 1924 - w biegu na 83 metrów przez płotki oraz sztafecie 4 × 60 metrów i 4 × 100 metrów). Dziewięć razy poprawiała rekordy Polski w różnych konkurencjach biegowych.
Rekordy życiowe:
| Konkurencja                    | Data i miejsce          | Wynik |
| ------------------------------ | ----------------------- | ----- |
| bieg na 80 metrów              | 18 maja 1924, Warszawa  | 12,4  |
| bieg na 200 metrów             | 1 lipca 1923, Warszawa  | 32,3  |
| bieg na 65 metrów przez płotki | 29 lipca 1923, Warszawa | 13,0  |
| bieg na 83 metrów przez płotki | 24 maja 1925, Brno      | 15,4  |